# Jessica Gower
Jessica Gower (* 1977 in Melbourne, Victoria) ist eine australische Schauspielerin.

## Leben und Karriere
Gower absolvierte 2000 die Australian National Theatre Drama School. 
Einige Monate später wurde sie erstmals einem größeren Publikum bekannt, in einem Werbespot für das australische Telekommunikationsunternehmen Telstra, wo sie an der Seite von John Farnham und Glenn Wheatley mitwirkte. Ihren ersten Erfolg feierte sie mit der australischen Network-Ten-Fernsehserie The Secret Life of Us, gefolgt von Auftritten in Serien wie Crash Palace, All Saints und Blade – Die Jagd geht weiter sowie dem Spielfilm Blurred (2002).

## Filmografie (Auswahl)
- 1999: Nachbarn (Neighbours, Fernsehserie, zwei Episoden)
- 2001: The Secret Life of Us (Fernsehserie, 15 Episoden)
- 2002: Blurred
- 2003: All Saints (Fernsehserie, 4 Episoden)
- 2006: Blade – Die Jagd geht weiter (Blade: The Series, Fernsehserie, 12 Episoden)
- 2010: Sakuraniku (Kurzfilm)
- 2013: Mr & Mrs Murder (Fernsehserie, eine Episode)
- 2014: Scission (Kurzfilm)